# Parque nacional Wind Cave
El parque nacional Wind Cave (en inglés Wind Cave National Park, que quiere decir parque nacional cueva del viento) es un parque nacional de los Estados Unidos localizado en el estado de Dakota del Sur. Tiene algunas de las cuevas más largas y más complejas del mundo y protege también 11 450 hectáreas de praderas y bosques de coníferas.
Las cuevas son conocidas por sus particulares formaciones de calcita que se asemejan a un panal. La pradera es un refugio para la fauna salvaje compuesta sobre todo por bisontes de alces, ciervos, coyotes y perritos de las praderas.
Fue por vez primera protegida en 1903 por el presidente Theodore Roosevelt, siendo el séptimo parque nacional de los EE. UU. y la primera cueva designada como parque nacional en cualquier parte del mundo.

## Enlaces externos

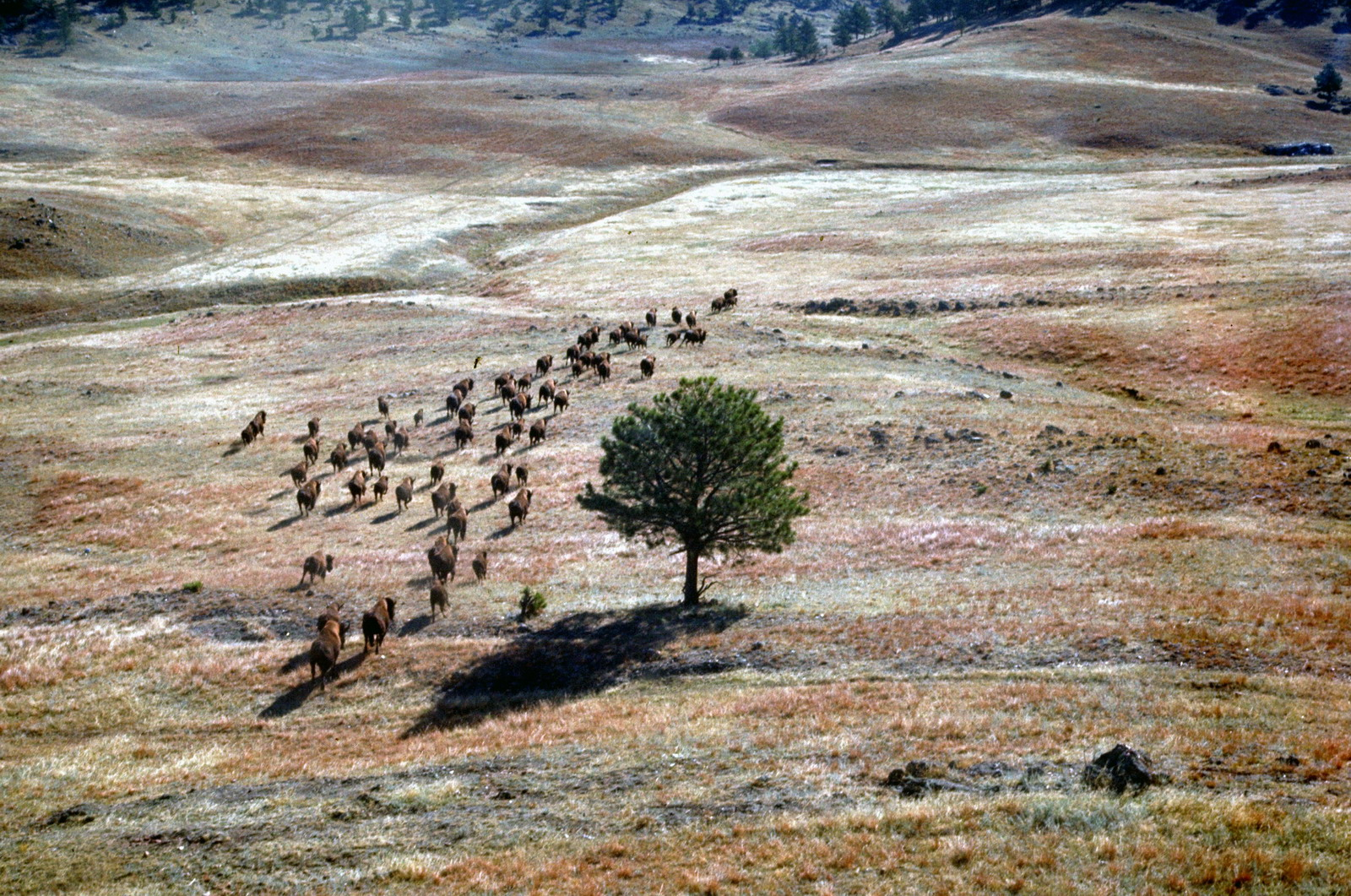
Bisontes en las praderas del parque nacional de Wind Cave.